# جينغتشو
جينغتشو (بالصينية: 荆州市 )‏ هي مدينة على مستوى محافظة، في جمهورية الصين الشعبية، تتبع خوبي، تبلغ مساحتها 14,067 كيلومتر مربع، رمزها البريدي هو 434000.

## المناخ
يظهر الجدول التالي التغييرات المناخية على مدار السنة لجينغتشو:
| البيانات المناخية لـجينغتشو        | البيانات المناخية لـجينغتشو | البيانات المناخية لـجينغتشو | البيانات المناخية لـجينغتشو | البيانات المناخية لـجينغتشو | البيانات المناخية لـجينغتشو | البيانات المناخية لـجينغتشو | البيانات المناخية لـجينغتشو | البيانات المناخية لـجينغتشو | البيانات المناخية لـجينغتشو | البيانات المناخية لـجينغتشو | البيانات المناخية لـجينغتشو | البيانات المناخية لـجينغتشو | البيانات المناخية لـجينغتشو |
| الشهر                              | يناير                       | فبراير                      | مارس                        | أبريل                       | مايو                        | يونيو                       | يوليو                       | أغسطس                       | سبتمبر                      | أكتوبر                      | نوفمبر                      | ديسمبر                      | المعدل السنوي               |
| ---------------------------------- | --------------------------- | --------------------------- | --------------------------- | --------------------------- | --------------------------- | --------------------------- | --------------------------- | --------------------------- | --------------------------- | --------------------------- | --------------------------- | --------------------------- | --------------------------- |
| الدرجة القصوى °م (°ف)              | 21.9 (71.4)                 | 25.0 (77.0)                 | 28.0 (82.4)                 | 33.1 (91.6)                 | 35.4 (95.7)                 | 37.2 (99.0)                 | 37.9 (100.2)                | 38.6 (101.5)                | 36.8 (98.2)                 | 33.2 (91.8)                 | 29.3 (84.7)                 | 21.1 (70.0)                 | 38.6 (101.5)                |
| متوسط درجة الحرارة الكبرى °م (°ف)  | 8.1 (46.6)                  | 10.2 (50.4)                 | 14.2 (57.6)                 | 21.1 (70.0)                 | 26.1 (79.0)                 | 29.3 (84.7)                 | 32.0 (89.6)                 | 32.0 (89.6)                 | 27.5 (81.5)                 | 22.4 (72.3)                 | 16.3 (61.3)                 | 10.8 (51.4)                 | 20.8 (69.5)                 |
| المتوسط اليومي °م (°ف)             | 4.1 (39.4)                  | 6.0 (42.8)                  | 10.1 (50.2)                 | 16.7 (62.1)                 | 21.6 (70.9)                 | 25.2 (77.4)                 | 28.0 (82.4)                 | 27.7 (81.9)                 | 23.0 (73.4)                 | 17.6 (63.7)                 | 11.7 (53.1)                 | 6.4 (43.5)                  | 16.5 (61.7)                 |
| متوسط درجة الحرارة الصغرى °م (°ف)  | 0.9 (33.6)                  | 2.8 (37.0)                  | 6.6 (43.9)                  | 12.9 (55.2)                 | 17.9 (64.2)                 | 21.8 (71.2)                 | 24.7 (76.5)                 | 24.4 (75.9)                 | 19.6 (67.3)                 | 14.0 (57.2)                 | 8.0 (46.4)                  | 2.9 (37.2)                  | 13.0 (55.5)                 |
| أدنى درجة حرارة °م (°ف)            | −14.9 (5.2)                 | −9.2 (15.4)                 | −1.0 (30.2)                 | −0.1 (31.8)                 | 9.8 (49.6)                  | 13.0 (55.4)                 | 18.1 (64.6)                 | 17.5 (63.5)                 | 10.6 (51.1)                 | 1.7 (35.1)                  | −3.0 (26.6)                 | −6.3 (20.7)                 | −14.9 (5.2)                 |
| الهطول مم (إنش)                    | 29.6 (1.17)                 | 44.8 (1.76)                 | 75.4 (2.97)                 | 107.6 (4.24)                | 140.8 (5.54)                | 159.9 (6.30)                | 151.2 (5.95)                | 119.9 (4.72)                | 89.3 (3.52)                 | 86.8 (3.42)                 | 55.2 (2.17)                 | 23.4 (0.92)                 | 1٬083٫9 (42.68)             |
| متوسط أيام هطول الأمطار (≥ 0.1 mm) | 8.2                         | 9.1                         | 12.9                        | 12.8                        | 13.3                        | 13.0                        | 10.5                        | 9.4                         | 9.2                         | 10.6                        | 8.5                         | 6.8                         | 124.3                       |
| المصدر: Weather China              |                             |                             |                             |                             |                             |                             |                             |                             |                             |                             |                             |                             |                             |

## التقسيمات الإدارية
- Shashi, Jingzhou [الإنجليزية]‏
- Jingzhou, Jingzhou [الإنجليزية]‏
- Gong'an County [الإنجليزية]‏
- Jianli [الإنجليزية]‏
- Jiangling County [الإنجليزية]‏
- شيشو  [لغات أخرى]‏
- هونغهو  [لغات أخرى]‏
- سونغتسى  [لغات أخرى]‏.

## توأمة
لجينغتشو اتفاقيات توأمة مع:
- غانغننغ